# تفسير نوين
تفسير نوين هو تفسير للقرآن ألفه محمد تقي شريعتي. حاول المؤلف في كتابه أن يستهدف عامة الناس، ويتجنب المصطلحات الفلسفية ويحاول استخدام أقل قدر ممكن من المناقشات المعجمية، واستفاد المؤلف من تفسير مجمع البيان، والتبيان في تفسير القرآن، والتفسير الكبير للرازي.